# Новосоломенники
Новосоло́менники (рос. Новосоломенники) — присілок у Воткінському районі Удмуртії, Росія.
Населення становить 137 осіб (2010, 134 у 2002).
Національний склад (2002):
- росіяни — 83 %

Урбаноніми:
- вулиці — Центральна